# Cabul Cã
Cabul (em mongol: Хабул ou Кабул; romaniz.: Ḫabul ou Kabul) foi um príncipe mongol do século XII. Era filho de Tumbinai e neto de Caidu Cã, a quem sucedeu antes de 1125 como cã dos mongóis. Teve sete filhos, cujos nomes e ordem de nascimento são sabidos: Oquim Burcague, Bartã, Cutuguetu, Cutula Cã, Culã, Cadã e Todoi. Em seu reinado, se decidiu a consolidar o poder dos mongóis ao fazer raides na fronteira norte do Império Jim do norte da China. Os Jins, por sua vez, foram obrigados a reconhecer sua posição como liderança mongol ao nomeá-lo "imperador original ancestral", mesmo que fosse nominalmente tido como vassalo. Também lhe deram muitos presentes. Ao falecer, foi sucedido por seu sobrinho Ambagai Cã.